# 朝日自動車境営業所
朝日自動車境営業所（あさひじどうしゃさかいえいぎょうしょ）は、朝日自動車のバス・タクシー営業所。一般路線バスは、春日部駅・東武動物公園駅・川間駅・古河駅からの路線を担当している。また野田市のコミュニティバス「まめバス」を運行受託している。

## 所在地

### 境営業所
所在地：茨城県猿島郡境町大字長井戸276-1。
- 最寄り停留所は「境車庫」。
- 現在地は東武バス境出張所（2000年4月1日閉所）を引き継いだものである。
- ナンバープレートは「つくば」、つくばナンバー交付開始の2007年2月13日以前に登録された車両は「土浦」で登録されていた。

### その他の施設等

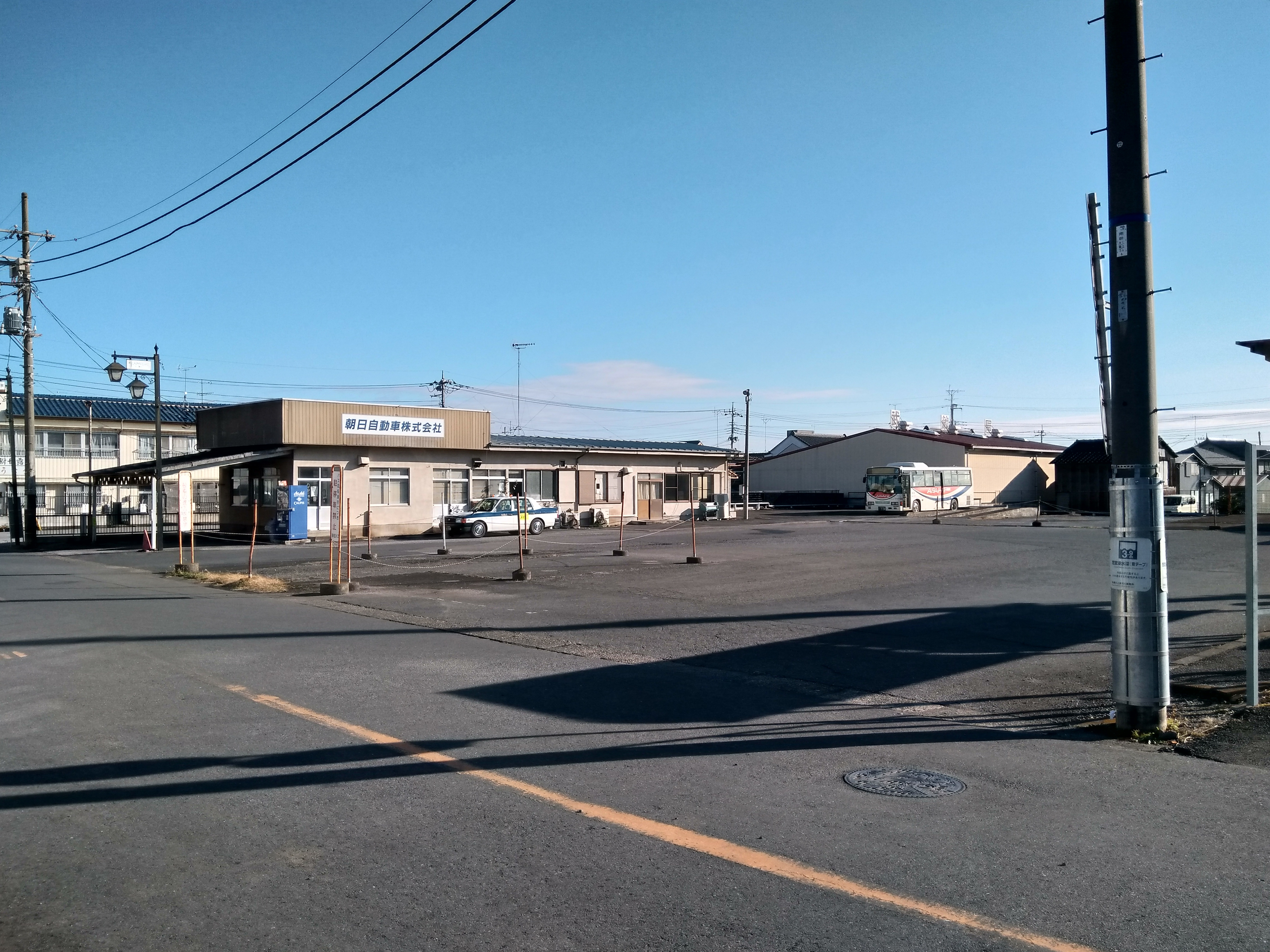
境町（河岸の駅さかい）

#### 境町（河岸の駅さかい）
所在地：茨城県猿島郡境町1563
- 2000年に現在地へ移転するまで、朝日自動車境営業所が置かれていた。
- その当時の古河駅 - 境車庫路線での境車庫（=東武バス境車庫）行きは「境車庫（東武）」と表示していた。
- さらに遡れば、東武バス境営業所がかつて所在した場所である。
- 現在は境車庫発着の全便（境車庫 - 東武動物公園駅、境車庫 - 古河駅西口、境車庫 - 川間駅）が経由する。またタクシーの待機場としても使われている。
- 2020年1月1日より名称が「境町」から現名称に変更された[1]。

#### 関宿中央ターミナル
所在地：千葉県野田市なみき2丁目4-1
- 千葉県東葛飾郡関宿町（現・野田市）により整備され、1997年4月に完成[2]。「次木入口」停留所の移設扱いで開設。
- 開設当時は、東武動物公園駅行きと春日部駅行きは東武バスによる運行であった。それまでは江戸川対岸の「西宝珠花」（埼玉県北葛飾郡庄和町、現・春日部市）にて折り返していた。

#### その他の施設
- この他、五霞町役場前（茨城県猿島郡五霞町）、イオンモール春日部前（埼玉県春日部市）、東武動物公園駅（埼玉県南埼玉郡宮代町）、関宿はやま工業団地（千葉県野田市）にバス待機場が存在する。

## 沿革
- 1993年4月8日：幸手駅 - 五霞村役場が運行開始。当初は貸切免許による廃止代替バス（いわゆる21条バス）であった。車庫は朝日タクシー境営業所（境町バス停）。
- 1994年10月1日：古河駅西口 - 境車庫が運行開始。
- 1995年10月1日：野田市駅 - 境車庫が運行開始。
- 1997年7月1日：野田市駅 - 境車庫線の一部を川間駅発着へ変更、川間駅乗り入れ開始。
- 1999年10月1日：春日部駅東口 - 関宿中央ターミナル - 東宝珠花・関宿工業団地入口が運行開始。
- 2000年4月1日：東武バス境出張所閉所により、東武動物公園駅発着路線が運行開始、営業所を現在地に移転。
- 2000年4月1日：野田市駅・川間駅・春日部駅東口 - 関宿工業団地入口を、関宿はやま工業団地へ延長。
- 2001年10月1日：野田市駅 - 境車庫をすべて川間駅発着に変更、野田市駅乗り入れ廃止。
- 2006年9月1日：川間駅発着路線に、関宿中央ターミナル折返しと東宝珠花折返し、関宿城博物館止まり[注釈 1]を新設。
- 2008年11月30日：貸切バスの営業を終了（埼玉県内の営業所で行っている路線バス車両による貸切も扱わない）。
- 2008年12月6日：PASMO・Suicaの取り扱いを開始。ただし幸手駅 - 五霞町役場線を除く。
- 2010年3月14日：春日部駅東口発着路線のうち、春日部駅東口 - 東宝珠花を廃止[3]。
- 2010年7月31日：バス共通カードの取り扱いを終了。
- 2013年3月1日：春日部駅東口発着路線にイオンモール春日部前行き・同経由と庄和総合支所前経由を新設[4]。
- 2013年12月1日：春日部駅東口 - 境車庫を新設[5]。土・日・祝日のみ運行。
- 2016年10月1日：幸手駅 - 五霞町役場線においてもPASMO・Suicaの取り扱いを開始。
- 2019年（平成31年）4月1日：野田市「まめバス」の一部路線の運行を受託。
- 2020年（令和2年）3月30日：管内路線に系統番号が付与される[6]。
- 2020年（令和2年）5月1日：川間駅 - 関宿中央ターミナル - 県立関宿城博物館線 (KW06) 廃止[7]。
- 2022年（令和4年）10月14日：春日部駅東口 - イオンモール春日部前 - 庄和総合支所線 (KB57) 新設。前日をもって春日部駅東口 - 境車庫線廃止[8]。
- 2023年（令和5年）6月14日：KW05系統（川間駅 - 関宿城博物館 - 境町）及び「関宿城博物館」停留所が廃止[9]。

## 輸送人数
- 4,533人（2002年度、1日平均[10]）
- 5,010人（2005年度、1日平均[11]）
- 5,863人（2015年度、1日平均[12]）
- 6,702人（2018年度、1日平均[13]）
- 5,300人（2020年度、1日平均[14]）

## 現行路線

### 春日部駅東口発着路線
- KB51 春日部駅東口 - イオンモール春日部前
- KB52 春日部駅東口 - イオンモール春日部前 - 関宿中央ターミナル
- KB53 春日部駅東口 - 関宿中央ターミナル（イオンモール春日部前は経由しない）
- KB54 春日部駅東口 - イオンモール春日部前 - 庄和総合支所 - 関宿中央ターミナル
- KB55 春日部駅東口 - イオンモール春日部前 - 関宿中央ターミナル - 関宿はやま工業団地
- KB56 春日部駅東口 - 関宿中央ターミナル - 関宿はやま工業団地（イオンモール春日部前は経由しない）
- KB57 春日部駅東口 - イオンモール春日部前 - 庄和総合支所

イオンモール春日部前バス停は運行開始当初、敷地外周の路上に設置されていたが、2021年7月1日より春日部駅東口方面の乗降およびイオンモール春日部前止まりの降車について、敷地内バスロータリーに変更した。庄和総合支所・関宿中央ターミナル方面は従来通り敷地外周の路上バス停を使用する。

### 東武動物公園駅発着路線
東武動物公園駅 - 境車庫線
- TD01 東武動物公園駅 - 吉田橋 - 関宿台町 - 境町（河岸の駅さかい） - 境車庫
- TD02 吉田橋 → 東武動物公園駅

TD01系統は埼玉・千葉・茨城の3県を跨ぐ路線である。TD02系統は平日（月-金）朝の東武動物公園駅行きの片道のみ運行されている。
2024年11月15日の県道境杉戸線バイパス開通に伴い、TD01系統の関宿橋西詰 - 関宿台町間が同バイパス経由のルートに変更された。当初は交差点工事に伴う迂回としていたが、2025年1月20日をもって正式に経路変更となった。
東武動物公園駅 - 関宿中央ターミナル線
- TD11 東武動物公園駅 - 船戸橋 - 深輪産業団地 - 関宿中央ターミナル

2018年10月1日より、県道42号線の上椿経由から深輪産業団地を経由するルートに変更された。

### 川間駅発着路線
- KW01 川間駅 - 東宝珠花 - いちいのホール入口 - 関宿中央ターミナル - 諏訪橋 - 関宿はやま工業団地
- KW02 川間駅 - 東宝珠花 - いちいのホール入口 - 関宿中央ターミナル
- KW03 川間駅 - 東宝珠花
- KW04 川間駅 - 東宝珠花 - いちいのホール入口 - 関宿中央ターミナル - 諏訪橋 - 関宿台町 - 境町（河岸の駅さかい） - 境車庫

東武アーバンパークライン川間駅から流山街道沿いに野田市関宿地区方面の間を結ぶ系統。かつては川間駅からさらに野田市駅まで運行していた。関宿中央ターミナル・関宿はやま工業団地で折り返す便（KW01・KW02）が運行の中心で、県境を越えて境車庫まで足を伸ばすKW04は入出庫に限られ本数は少ない。KW03は平日朝と夕方のみ運行される区間便である。

### 古河駅発着路線
- KG01 古河駅西口 - 二高前 - 釈迦 - 境町（河岸の駅さかい） - 境車庫

国土交通省の地域公共交通確保維持事業で地域間幹線バス路線として地域間幹線系統補助を受けている。
2025年2月1日のダイヤ改正で、それまで土曜日が平日扱いだったのを他路線と同じ平日が月 - 金曜、休日が土・日・祝日の区分に変更した。

### 幸手駅発着路線
- ST21 幸手駅 - 辰堂 - 五霞町役場前

旧東武バスの廃止代替バスという位置付けである。朝日自動車が五霞町から補助金を受け、町の委託により運行している。また国土交通省の地域公共交通確保維持事業で地域間幹線バス路線として地域間幹線系統補助を受けている。
かつてはこの路線のみPASMO・Suicaの利用ができなかった（桜まつり期間中の臨時直通バスを除く）が、2016年10月1日より利用可能になった。
沿線の権現堂堤で開催される幸手桜まつりの期間中は、幸手駅 - 権現堂堤（桜まつり会場）間に臨時直通バスが運行される。
2025年2月1日のダイヤ改正で、経路上の上船渡橋架け替え工事による通行止めに伴い、県道幸手境線バイパスの令和橋を経由する経路に変更されたほか、それまで土曜日が平日扱いだったのを他路線と同じ平日が月 - 金曜、休日が土・日・祝日の区分に変更すると共に、区間便のST22・幸手駅 - 辰堂を廃止。

### 野田市「まめバス」
- 1 関宿城ルート
- 2 関宿七光台ルート
- 3 関宿イオンタウンルート

2019年4月1日より、千葉県野田市のコミュニティバス「まめバス」のうち、3路線の運行を受託。

## 廃止路線

### 野田市駅発着路線
- 野田市駅 - 東宝珠花 - 関宿中央ターミナル - 関宿台町 - 境町 - 境車庫
- 野田市駅 - 東宝珠花 - 関宿中央ターミナル - 関宿台町 - 県立関宿城博物館 - 境町
- 野田市駅 - 東宝珠花 - 関宿中央ターミナル - 関宿はやま工業団地（2000年3月までは関宿工業団地入口）

2001年10月1日より全便が川間駅発着となり、川間局入口より先、野田市駅までの区間を廃止。

### 川間駅発着路線
- KW06：川間駅→関宿中央ターミナル→県立関宿城博物館

土曜日の下りに、1本のみ関宿城博物館止まりが設定されていた。2020年5月1日ダイヤ改正で廃止。
- KW05 川間駅 - 東宝珠花 - いちいのホール入口 - 関宿中央ターミナル - 諏訪橋 - 関宿台町 - 関宿城博物館 - 境町（河岸の駅さかい）

2023年6月14日ダイヤ改正で廃止、これに伴い関宿城博物館停留所も完全廃止（受託するまめバスの停留所は存続）。

### 東武動物公園駅発着路線
- 東武動物公園駅 - 埼玉彰華学園 - 関宿中央ターミナル
- 東武動物公園駅 - 埼玉彰華学園

東武動物公園駅 - 関宿中央ターミナル線の一部に、埼玉彰華学園（杉戸町、現・志学会高等学校）経由または発着が設定されていた。

### 春日部駅発着路線
- 春日部駅東口 - 立野 - 関宿中央ターミナル - 東宝珠花
- 春日部駅東口→立野→関宿中央ターミナル→東宝珠花→関宿はやま工業団地

2010年3月14日廃止。東宝珠花経由関宿はやま工業団地行きは夜間、下りのみ。
- KB57：春日部駅東口 - イオンモール春日部前 - 関宿中央ターミナル - 関宿はやま工業団地 - 境車庫

2013年12月1日運行開始、2022年10月13日廃止。土・日・祝日のみ運行。埼玉・千葉・茨城の3県を跨ぐ路線であった。廃止後、系統番号KB57は春日部駅東口 - 庄和総合支所線が使用。

### 幸手駅発着路線
- ST22 幸手駅 - 辰堂

2025年2月1日ダイヤ改正で廃止。ST21・幸手駅 - 五霞町役場前線の、平日（月 - 土曜）早朝・深夜に運行される区間便であった。

## 車両
中型車がほとんどを占める。いずれもAT仕様で、全てノンステップバスである。
- 中型車 - 日野・レインボーまたはいすゞ・エルガミオ。
  - 五霞町役場線は、検査等を除き専用車両（車番2368号車）が使用されている。
- 大型車 - 日野・ブルーリボン。2両が在籍し、古河線で運用されている（1両は予備）。
  - 通学ラッシュ対策のため、2017年に越谷営業所から日野・ブルーリボンシティ（車番5001号車）が移籍[注釈 4]。2018年に追加で日野・ブルーリボンの新車（車番5015号車）が導入された。2021年にさらに新車（車番5028号車）が導入され、5001号車は除籍された。夕方の帰宅ラッシュでは、前方の座席は格納された状態で運用される。
- 小型車 - 受託するまめバス用の日野・ポンチョ3両と、予備車として越谷営業所から移籍した日野・ポンチョ（朝日自動車カラー、車番1080号車）1両が在籍する。

## タクシー

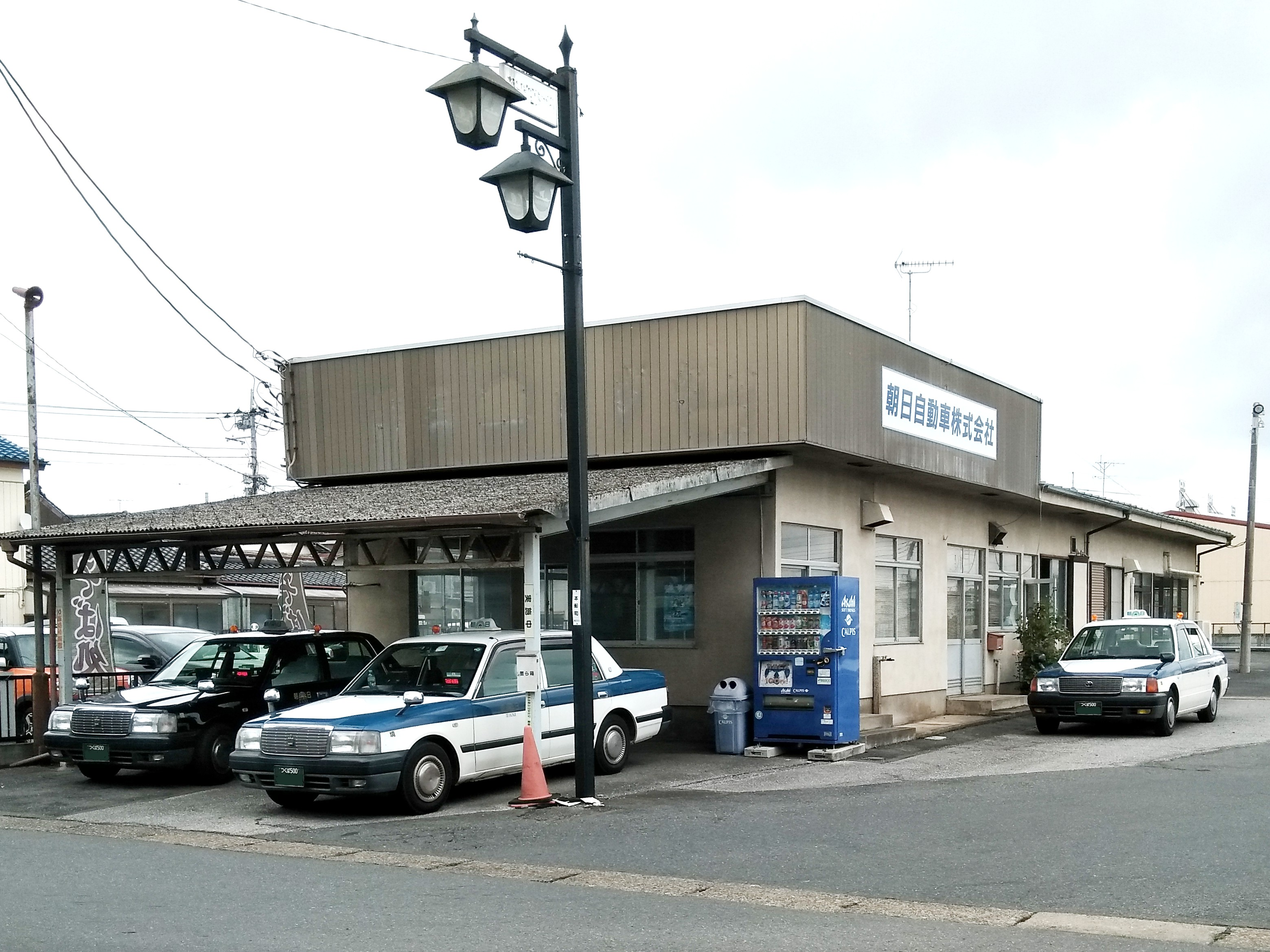
境町に待機するタクシー

境町バス停（旧・朝日自動車境営業所）に待機場があり、無線配車を主として営業する。
車種はクラウンコンフォート、コンフォート、セドリックセダン、ジャパンタクシーが在籍する。